# Norwegische Meisterschaften im Biathlon 1981
Die norwegischen Meisterschaften im Biathlon 1981 fanden vom 27. bis 29. März 1981 in Målselv in der Kommune Troms im Norden Norwegens statt. Ausgetragen wurden für Männer und Frauen je ein Einzel- und ein Sprintrennen sowie ein Staffelwettkampf.

## Männer

### Einzel (20 km)
| Platz | Starter          | Verein      | Zeit      | Fehler |
| ----- | ---------------- | ----------- | --------- | ------ |
| 1     | Rolf Storsveen   | Elverum     | 1:07:04 h | 3      |
| 2     | Terje Krokstad   | Krokstadøra | 1:07:40 h | 5      |
| 3     | Sigleif Johansen | Skjervøy    | 1:08:38 h | 3      |
| 4     | Roar Nilsen      | Valdres     | 1:08:44 h | 4      |
| 5     | Kjell Søbak      | Elverum     | 1:09:15 h | 5      |
| 6     | Odd Lunde        | Trysil      | 1:10:14 h | 2      |

Start: 27. März 1981

### Sprint (10 km)
| Platz | Starter          | Verein      | Zeit      | Fehler |
| ----- | ---------------- | ----------- | --------- | ------ |
| 1     | Sigleif Johansen | Skjervøy    | 31:55 min | 0      |
| 2     | Rolf Storsveen   | Elverum     | 32:44 min | 3      |
| 3     | Svein Engen      | Ringerike   | 33:03 min | 2      |
| 4     | Terje Krokstad   | Krokstadøra | 33:14 min | 4      |
| 5     | Kjell Søbak      | Elverum     | 33:27 min | 3      |
| 6     | Eirik Kvalfoss   | Voss        | 33:49 min | 3      |

Start: 28. März 1981

### Staffel (4 × 7,5 km)
| Platz | Starter                                                  | Region            | Zeit      |
| ----- | -------------------------------------------------------- | ----------------- | --------- |
| 1     | Rolf Storsveen Sigvart Bjøntegaard Ola Lunde Kjell Søbak | Østerdal          | 1:43:45 h |
| 2     | Johnny Ingdal Stig Are Sund Stig Strand Terje Krokstad   | Uttrøndelag       | 1:44:45 h |
| 3     | Jakob Skogseid Torbjørn Finne Eirik Kvalfoss Odd Lirhus  | Hardanger og Voss | 1:45:44 h |

Start: 29. März 1981

## Frauen

### Einzel (10 km)
| Platz | Starter         | Verein           | Zeit      | Fehler |
| ----- | --------------- | ---------------- | --------- | ------ |
| 1     | Ingeborg Nordmo | Kirkesdalen      | 49:14 min | 6      |
| 2     | Iren Grødal     | Aspøy/Straumsnes | 49:24 min | 6      |
| 3     | Bente Mestad    | Torridal         | 49:45 min | 5      |
| 4     | Siv Bråten      | Drangedal        | 49:58 min | 5      |
| 5     | Mette Mestad    | Torridal         | 51:26 min | 6      |

Start: 27. März 1981

### Sprint (5 km)
| Platz | Starter      | Verein           | Zeit      | Fehler |
| ----- | ------------ | ---------------- | --------- | ------ |
| 1     | Mette Mestad | Torridal         | 23:52 min | 4      |
| 2     | Bente Mestad | Torridal         | 24:03 min | 4      |
| 3     | Reidun Åsan  | Torridal         | 24:08 min | 4      |
| 4     | Iren Grødal  | Aspøy/Straumsnes | 24:10 min | 6      |
| 5     | Anita Nygård | Trysil           | 25:10 min | 7      |

Start: 28. März 1981

### Staffel (3 × 5 km)
| Platz | Starter                                        | Region   | Zeit      |
| ----- | ---------------------------------------------- | -------- | --------- |
| 1     | Mette Mestad Reidun Åsan Bente Mestad          | Agder    | 1:20:33 h |
| 2     | Gunn Ottershagen Anita Nygård Mona Ottershagen | Østerdal | 1:21:29 h |
| 3     | Gry Østvik Heidi Finnbråten Åse Torp           | Solør    | 1:24:42 h |

Start: 29. März 1981